# Enlace

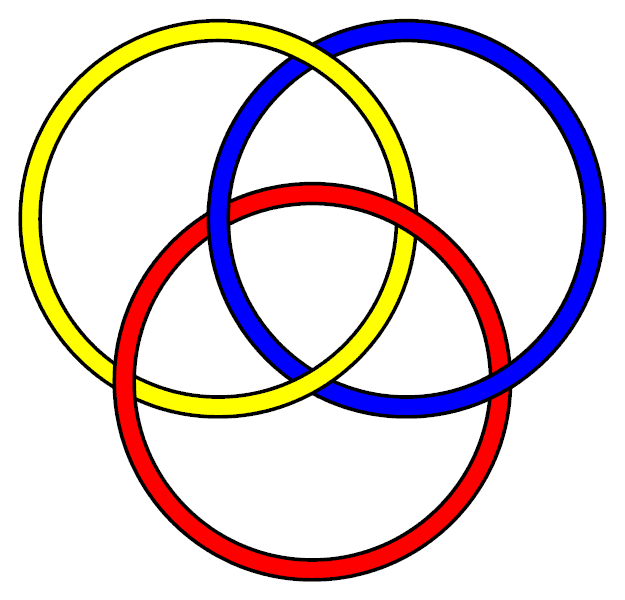
Um enlace com três componentes: os anéis de Borromeu

Em teoria dos nós, um enlace é uma coleção de nós que não se cruzam, mas que podem ser ligados. Um nó pode ser descrito como um enlace com um componente. Enlaces e nós são estudados em um ramo da matemática chamado de teoria dos nós. Implícito nesta definição é a de que há um enlace trivial de referência, geralmente chamada de deslace, mas a palavra é também por vezes utilizado no contexto em que não existe a noção de um enlace trivial.

## Generalizações
A noção de um enlace pode ser generalizada de algumas de maneiras:

### Coletores gerais
Com frequência a palavra enlace é usada para descrever qualquer subvariedade da esfera {\displaystyle S^{n}} difeomorfa de uma união disjunta de um número finito de esferas, {\displaystyle S^{j}}{\displaystyle }.
Em plena generalidade, a palavra enlace é essencialmente o mesmo que a palavra nó – o contexto é que se tem uma subcoletor M de um coletor de N (considerado para ser trivialmente incorporado) e um não-trivial de incorporação de M em N, não-trivial, no sentido de que a 2ª incorporação não é isotópica para o 1º. Se M for desconectada, a incorporação é chamada de enlace (ou disse ao ser enlaçado). Se M é enlaçado, ele é chamado de um nó.

### Emaranhados, sequência de enlaces, e tranças
Enquanto (unidimensional) enlaces são definidos como incorporações de círculos, muitas vezes é interessante e, especialmente, tecnicamente útil considerar incorporados intervalos (vertentes), como na Teoria das Tranças.
Mais geralmente, pode-se considerar um emaranhado – uma incorporação
{\displaystyle T\colon X\to \mathbf {R} ^{2}\times I} de um (liso) compacto colector unidimensional com limite de {\displaystyle }{\displaystyle (X,\partial X)} o plano vezes o intervalo de {\displaystyle I=[0,1],} de tal forma que o limite de {\displaystyle T(\partial X)} é incorporado em
{\displaystyle }{\displaystyle \mathbf {R} \times \{0,1\}} ({\displaystyle \{0,1\}=\partial I}{\displaystyle \{0,1\}=\partial I}{\displaystyle \{0,1\}=\partial I}{\displaystyle \{0,1\}=\partial I}{\displaystyle \{0,1\}=\partial I}).
O tipo de um emaranhado é o coletor de X, em conjunto com um fixo incorporação de {\displaystyle \partial X.}
Concretamente, um compacto unidimensional conectado com limite é um intervalo {\displaystyle I=[0,1]} ou um círculo{\displaystyle S^{1}} (compacidade exclui o intervalo aberto {\displaystyle (0,1)} Eo intervalo semi-aberto {\displaystyle [0,1),} nenhum dos quais produz incorporações não triviais desde que a extremidade aberta significa que elas podem ser encolhidas até um ponto), então um manifesto compacto unidimenstional possivelmente desconectado é Uma coleção de n intervalos {\displaystyle I=[0,1]} em círculos {\displaystyle S^{1}.} A condição de que o limite de X está em
{\displaystyle \mathbf {R} \times \{0,1\}}
Concretamente, um compacto coletor unidimensional conectado com o limite, é de um intervalo ou um círculo (intervalo aberto e o intervalo semi-aberto nem de que os rendimentos não-trivial de incorporações desde a extremidade aberta significa que eles podem ser reduzidos a um ponto), então possivelmente uma desconecção compata de um colector unidimensional é uma coleção de n intervalos de m círculos. A condição de que o limite de X está na
diz que os intervalos de ligação de duas linhas ou ligar dois pontos em uma das linhas, mas não impõe nenhuma condição em círculos. Pode-se ver emaranhados como tendo uma direção vertical (I), encontra-se entre e, possivelmente, conectando duas linhas 
({\displaystyle \mathbf {R} \times 0} and {\displaystyle \mathbf {R} \times 1}),
e, em seguida, ser capaz de mover-se em duas dimensões horizontalmente ({\displaystyle \mathbf {R} ^{2}})
entre essas linhas; pode-se projetar estes para formar um diagrama emaranhado, análoga a um nó de diagrama.
Emaranhados incluem enlaces (se X é composto de círculos), tranças e outros, além de – por exemplo, um fio que liga as duas linhas juntas com um círculo vinculada ao redor dele.
Neste contexto, uma trança é definida como um emaranhado que é sempre abaixo – cuja derivada é sempre diferente de zero e a componente vertical (I) a direção. Em particular, deve consistir somente em intervalos, e não dobrar-se sobre si mesmo; no entanto, nenhuma especificação é feita no local onde a linha de extremidades repousa.
Enlace da corda é um emaranhado formado apenas por intervalos, com as extremidades de cada fio necessário para se deitar em (0, 0), (0, 1), (1, 0), (1, 1), (2, 0), (2, 1), ... – por exemplo, a conexão de números inteiros, e terminando na mesma ordem em que eles começaram (pode-se usar qualquer outro conjunto fixo de pontos); se este tem ℓ componentes, que nós chamamos de uma "ℓ-componente de seqüência de caracteres de ligação". Uma cadeia de caracteres de ligação não precisa ser um trança – ela pode dobrar-se sobre si mesmo, como um de dois componentes de seqüência de caracteres de ligação que apresenta um nó de mão. Uma trança, que também é uma cadeia de caracteres de ligação é chamado de uma trança pura, e corresponde, com as habituais tal noção.
As principais técnicas de valor de emaranhados e seqüência de enlaces é que eles têm estrutura algébrica. Classes Isotópicas de emaranhados formam um tensor de categoria, onde a estrutura de categorias, pode-se compor de dois emaranhados se a parte final de um é igual a extremidade superior do outro (assim, os limites podem ser costurados juntos), por empilhá-los – eles não literalmente, formam uma categoria (ponto sensato), porque não há identidade, uma vez que mesmo um trivial emaranhado ocupa o espaço vertical, mas até isotópicos eles realizam. O tensor de estrutura é dada pela justaposição de emaranhados, colocando um emaranhado para o direito dos outros.
Para um fixo ℓ, isotópico classes de ℓ-componente de seqüência de enlaces de forma que um mesmo instalar os binários gerados (pode-se compor todos os ℓ-componente de seqüência de enlaces, e há uma identidade), mas não um grupo, como isotópicos classes, de seqüência de enlaces não precisa ter o inverso. No entanto, a classes de concordância (e, portanto, também classes homotopicamente) de seqüência de enlaces tem o inverso, onde o inverso é dado pela inversão de seqüência de caracteres de ligação de cabeça para baixo, e, assim, formar um grupo.
Todos os enlaces podem ser cortados para formar uma cadeia de ligação, embora esse não é o único, e constantes de ligações, às vezes, pode ser entendido como constantes de enlaces de cordas – este é o caso, por Invariantes de Milnor, por exemplo.